# 第7通信大隊
第7通信大隊（だいななつうしんだいたい、JGSDF 7th Signal Battalion）は、北海道千歳市の東千歳駐屯地に駐屯する、陸上自衛隊第7師団隷下のシステム通信科部隊である。なお、大隊長は師団司令部の通信課長を兼任する。かつては機甲師団の性質上他の師旅団通信科部隊では運用されていない、通信機材を搭載した73式装甲車を運用していた。

## 沿革
第7通信中隊
- 1956年（昭和31年）
  - 1月25日：第7混成団編成により、第7通信中隊として札幌駐屯地において新編。
  - 2月10日：札幌駐屯地から真駒内駐屯地に移駐。

第7通信大隊
- 1961年（昭和36年）2月28日：第7混成団の機械化部隊への改編に伴い、第7通信大隊に改編。
- 1962年（昭和37年）1月18日：真駒内駐屯地から東千歳駐屯地へ移駐。
- 2000年（平成12年）3月28日：後方支援体制変換に伴い、整備部門を第7後方支援連隊第1整備大隊通信電子整備隊へ移管｡
- 2008年（平成20年）7月    ：洞爺湖サミット通信支援。
- 2014年（平成26年）3月28日：大隊改編。システム管理班の新編。
- 2023年（令和05年）4月     ：73式装甲車を全車第11普通科連隊へ管理換を行ったことにより、通信機材は他師団・旅団通信科部隊と同様の運用となる。[2]

## 部隊編成
- 第7通信大隊本部
- 本部管理中隊「7通-本」
- 第1通信中隊「7通-1」
- 第2通信中隊「7通-2」

## 整備支援部隊
- 第7後方支援連隊第1整備大隊通信電子整備隊「7後支-1整-通」（東千歳駐屯地）：2000年（平成12年）3月28日から

## 主要装備
- 師団通信システム
- 衛星単一通信可搬局装置 JMRC-C4
- 衛星単一通信携帯局装置 JPRC-C1

- 1/2tトラック / 73式小型トラック
- 1 1/2tトラック / 73式中型トラック
- 3 1/2tトラック / 73式大型トラック

- 12.7mm重機関銃

- 89式5.56mm小銃